# Чемпіонат Європи з боротьби 2002
2002 року чемпіонат Європи з греко-римської боротьби серед чоловіків і чемпіонат Європи з вільної боротьби серед жінок проходив у Сейняйокі (Фінляндія), а чемпіонат Європи з вільної боротьби серед чоловіків у Баку (Азербайджан).

## Медалісти

### Греко-римська боротьба (чоловіки)
| Вага      | Золото                    | Срібло                       | Бронза                           |
| --------- | ------------------------- | ---------------------------- | -------------------------------- |
| до 55 кг  | Ренат Біккінін (Росія)    | Таньо Тенєв (Болгарія)       | Даріуш Яблонський (Польща)       |
| до 60 кг  | Армен Назарян (Болгарія)  | Рустем Мамбетов (Росія)      | Джамель Айнауї (Франція)         |
| до 66 кг  | Шереф Ероглу (Туреччина)  | Манучар Квірквелія (Грузія)  | Михайло Бейлін (Ізраїль)         |
| до 74 кг  | Бадрі Хасая (Грузія)      | Вартерес Самургашев (Росія)  | Марко Ілі-Ханнуксела (Фінляндія) |
| до 84 кг  | Гамза Єрлікая (Туреччина) | Ара Абрахамян (Швеція)       | В'ячеслав Макаренко (Білорусь)   |
| до 96 кг  | Гогі Когуашвілі (Росія)   | Сергій Лиштван (Білорусь)    | Давид Салдадзе (Україна)         |
| до 120 кг | Юрій Патрикеєв (Росія)    | Міхай Деак-Бардош (Угорщина) | Юха Агокас (Фінляндія)           |

### Вільна боротьба (чоловіки)
| Вес       | Золото                            | Срібло                       | Бронза                       |
| --------- | --------------------------------- | ---------------------------- | ---------------------------- |
| до 55 кг  | Назім Аліджанов (Азербайджан)     | Геннадій Тулбя (Молдова)     | Олександр Контоєв (Росія)    |
| до 60 кг  | Аріф Кама (Туреччина)             | Василь Федоришин (Україна)   | Аріф Абдуллаєв (Азербайджан) |
| до 66 кг  | Заур Ботаєв (Росія)               | Ельман Асгаров (Азербайджан) | Ніколай Пасларь (Болгарія)   |
| до 74 кг  | Арпад Ріттер (Угорщина)           | Мурад Гайдаров (Білорусь)    | Магомед Ісагаджієв (Росія)   |
| до 84 кг  | Сажид Сажидов (Росія)             | Бейбулат Мусаєв (Білорусь)   | Реваз Міндорашвілі (Грузія)  |
| до 96 кг  | Курамагомед Курамагомедов (Росія) | Ельдар Куртанідзе (Грузія)   | Фатіх Чакіроглу (Туреччина)  |
| до 120 кг | Давид Мусульбес (Росія)           | Давид Отіашвілі (Грузія)     | Зекерія Гючлю (Туреччина)    |

### Вільна боротьба (жінки)
| Вес      | Золото                            | Срібло                     | Бронза                         |
| -------- | --------------------------------- | -------------------------- | ------------------------------ |
| до 48 кг | Інга Карамчакова (Росія)          | Брігітт Вагнер (Німеччина) | Анжелік Бертене (Франція)      |
| до 51 кг | Ольга Смирнова (Росія)            | Іда Геллстрем (Швеція)     | Інеса Ребар (Україна)          |
| до 55 кг | Тетяна Лазарєва (Україна)         | Іда-Тереза Нерелл (Швеція) | Гудрун Аннетте Хейє (Норвегія) |
| до 59 кг | Сара Ерікссон (Швеція)            | Моніка Михалик (Польща)    | Крістіна Ортлі (Німеччина)     |
| до 63 кг | Малгожата Басса-Рогуська (Польща) | Лене Онес (Норвегія)       | Дарія Назарова (Росія)         |
| до 67 кг | Ліз Гольо-Легран (Франція)        | Аніта Шетцле (Німеччина)   | Анна Шамова (Росія)            |
| до 72 кг | Світлана Мартиненко (Росія)       | Ніна Енгліх (Німеччина)    | Світлана Саєнко (Україна)      |

## Розподіл нагород
| Місце  | Країна      | Золото | Срібло | Бронза | Загалом |
| ------ | ----------- | ------ | ------ | ------ | ------- |
| 1      | Росія       | 10     | 2      | 4      | 16      |
| 2      | Туреччина   | 3      | 0      | 2      | 5       |
| 3      | Грузія      | 1      | 3      | 1      | 5       |
| 4      | Швеція      | 1      | 3      | 0      | 4       |
| 5      | Україна     | 1      | 1      | 3      | 5       |
| 6      | Азербайджан | 1      | 1      | 1      | 3       |
| 6      | Болгарія    | 1      | 1      | 1      | 3       |
| 6      | Польща      | 1      | 1      | 1      | 3       |
| 9      | Угорщина    | 1      | 1      | 0      | 2       |
| 10     | Франція     | 1      | 0      | 2      | 3       |
| 11     | Німеччина   | 0      | 3      | 1      | 4       |
| 11     | Білорусь    | 0      | 3      | 1      | 4       |
| 13     | Норвегія    | 0      | 1      | 1      | 2       |
| 14     | Молдова     | 0      | 1      | 0      | 1       |
| 15     | Фінляндія   | 0      | 0      | 2      | 2       |
| 16     | Ізраїль     | 0      | 0      | 1      | 1       |
| Всього | Всього      | 21     | 21     | 21     | 63      |